# Diocèse de Berhampur
Le Diocèse de Berhampur (Dioecesis Berhampurensis) est une église particulière de l'Église catholique d'Inde, dont le siège est à Brahmapur en Odisha.

## Évêques
L'évêque actuel est Mgr Sarat Chandra Nayak depuis le 27 novembre 2006.
- Joseph Das du 3 mai 1993 au 27 novembre 2006.
- Thomas Thiruthalil du 24 janvier 1974 au 18 décembre 1989.

## Territoire
Son siège est en la Cathédrale Marie Reine des missions de Berhampur.
Il comprend les districts de Ganjam et de Gajapati en Odisha.

## Histoire
Le diocèse de Berhampur est créé le 24 janvier 1974 par détachement du diocèse de Cuttack.
Le 11 avril 2016 il est démembré pour former le diocèse de Rayagada.